# 豊台南路駅
豊台南路駅（ほうだいなんろえき）とは中華人民共和国北京市豊台区に位置する北京地下鉄9号線および16号線の駅である。

## 駅構造
- 9号線は島式ホーム1面2線を有している。[3]

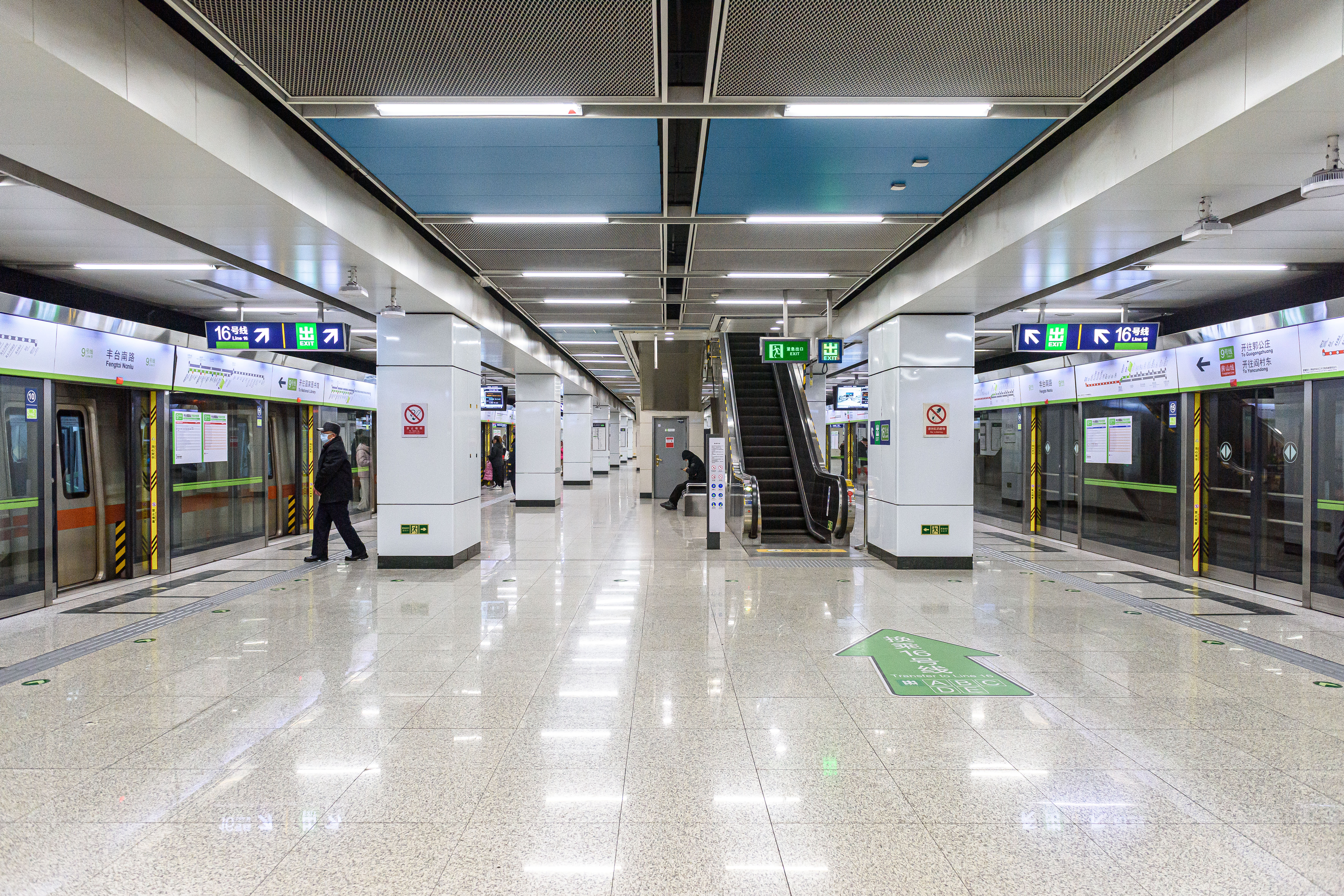
9号線ホーム

## 歴史
- 2011年12月31日 - 9号線開業。
- 2022年12月31日 - 16号線開業。

## 隣の駅
北京地下鉄
■9号線
豊台東大街駅 - 豊台南路駅 - 科怡路駅
■16号線
豊台駅 - 豊台南路駅 - 富豊橋駅